# Ваља Урсулуј (Јаши)
Ваља Урсулуј (рум. Valea Ursului) насеље је у Румунији у округу Јаши у општини Мирослава. Oпштина се налази на надморској висини од 148 m.

## Становништво
Према подацима из 2002. године у насељу је живело 185 становника, од којих су сви румунске националности.